# Deuterocohnia brevispicata
Deuterocohnia brevispicata är en gräsväxtart som beskrevs av Werner Rauh och Lieselotte Hromadnik. Deuterocohnia brevispicata ingår i släktet Deuterocohnia och familjen Bromeliaceae.
Artens utbredningsområde är Bolivia. Inga underarter finns listade i Catalogue of Life.

## Bildgalleri

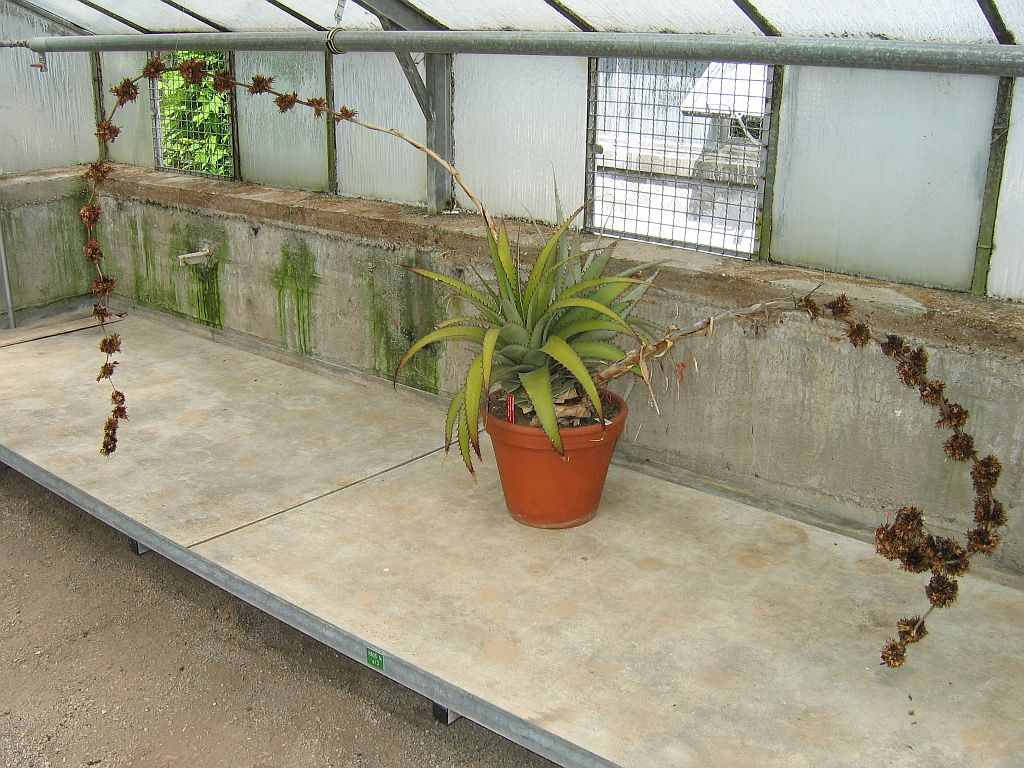
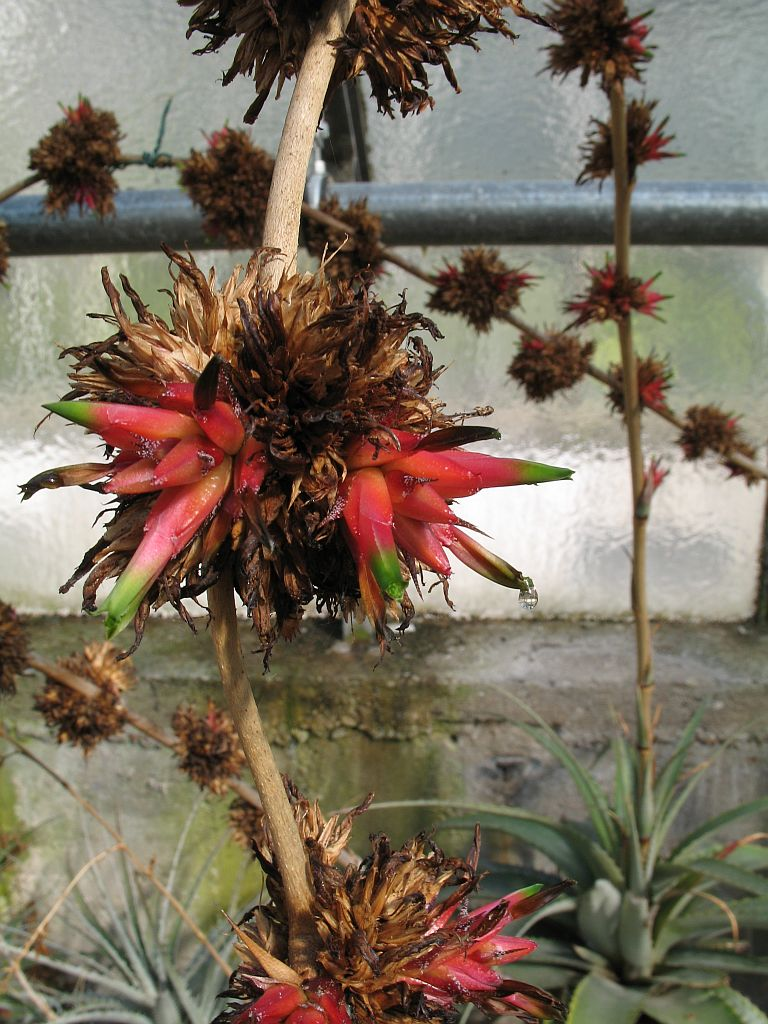
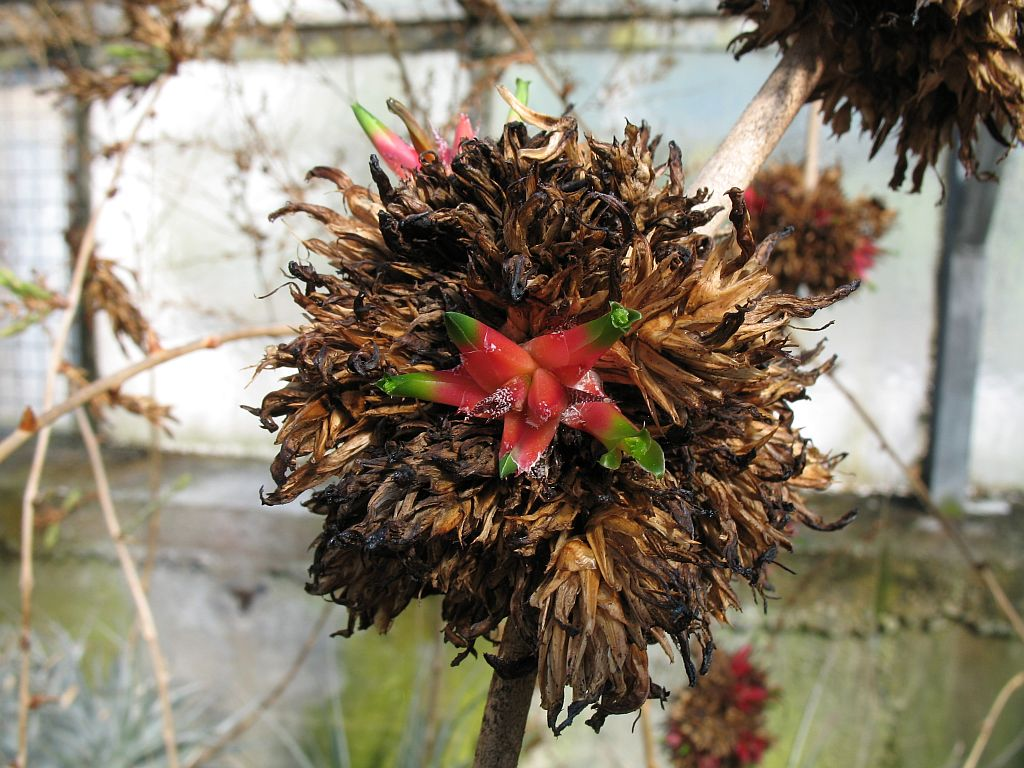
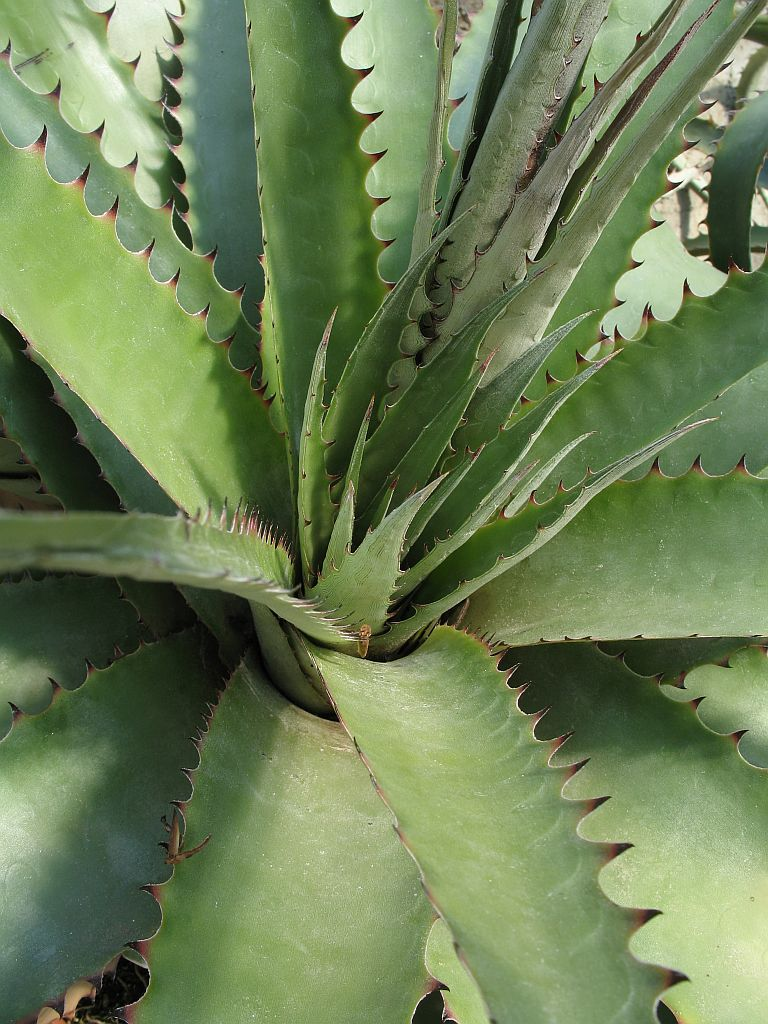